# Бойки

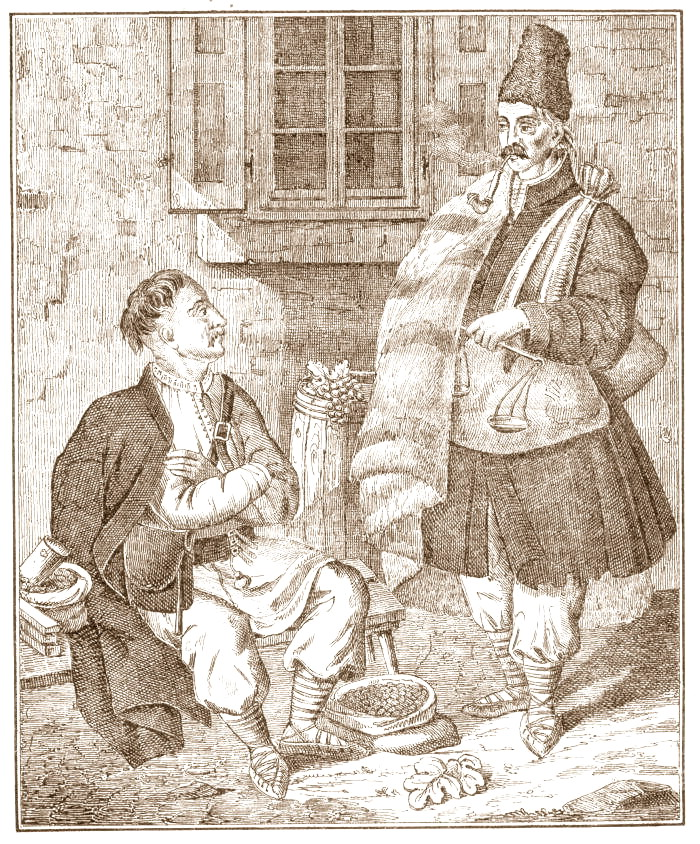
Бойки, літографія 1837 р.

Бо́йки, самоназва: верховинці, горальці (пол. Bojkowie, словац. Bojkovia, чеськ. Bojkové, нім. Bojken) — етнографічна група українців або у Словаччині русинів (pujďaci), що живуть на північних і південних схилах Карпат («Бойківщина») від річок Лімниця й Тересва на сході до річок Уж і Ослава на заході, у Словаччині від річок Ціроха й Пчолінка до кордону з Україною. В Україні розселені в гірських районах Українських Карпат і Прикарпатті (Болехівський, Долинський і Калуський райони та частина Рожнятівського району Івано-Франківської області; Сколівський, Турківський, частини Стрийського, Дрогобицького, Самбірського та Старосамбірського районів Львівської області; Міжгірського та частини Воловецького районів Закарпатської області).

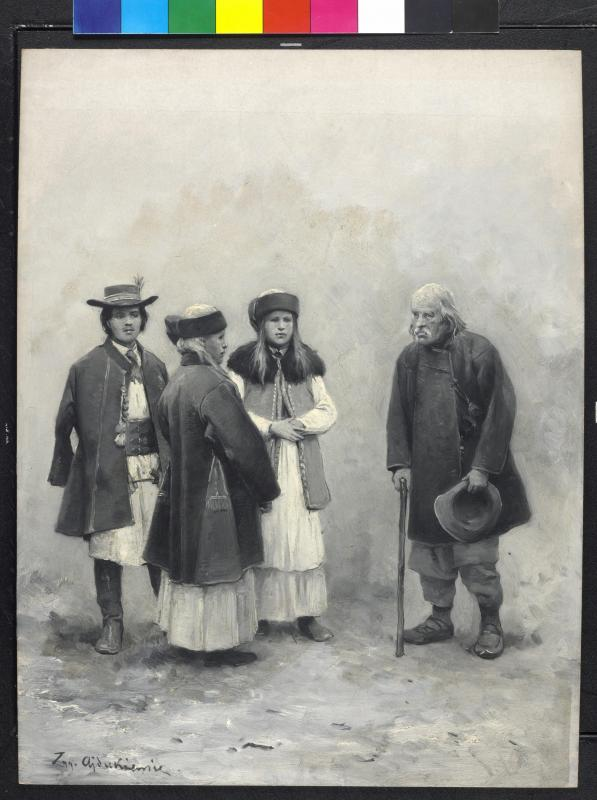
Бойки з Долинського округу (1898 р.)

Найбільші міські поселення Бойківщини — Турка, Сколе, Бориня, Воловець, Міжгір'я, Старий Самбір, Борислав, Долина й інші.

## Назва
Назва «бойки» популяризована О. Торонським, В. Хіляком та іншими.
Щодо походження етноніма існує кілька гіпотез. Священник Йосип Левицький у друкованій передмові до «Граматики» (1831) пояснював назву «бойки» — від вживання в їхній мові частки «бо є», «бойє» («так», «насправді», «тільки»), на відміну від лемків, що казали «лем», і «лишаків», що казали «лише», «лишень». Як основна ця версія наведена і в ЕСУМ.
За версією, яку «Енциклопедія українознавства» наводить як «найпоширенішу», етнонім «бойки» походить від кельтського племені бойїв, яке проживало на території Чехії й Австрії в пізньоантичні часи. Іншими джерелами ця версія подається як безпідставна. У XIX столітті Павло Шафарик намагався довести прямий зв'язок між етнонімом «бойки» і хоронімом «Бойки» (грец. Βοικι), згаданим у компілятивному творі візантійського імператора Костянтина VII Багрянородного «De Administrando Imperio» (Про управління імперією; розділ ХХХІІ). Думку Шафарика поділили Франьо Рачки і Г. Говорт, але зараз ця гіпотеза вважається непереконливою, бо ще з XIX ст. історики (серед них і М. С. Грушевський) з більшою ймовірністю пов'язують землю «Бойки» з Богемією, і виводять її назву від етноніма «бойї». Як у випадку з лемками й гуцулами, бойки відомі в історичних і етнографічних записах з XVIII—XIX ст.
Від етноніму «бойки» походить і прізвище Бойко.
У Словаччині бойків називають «пуйдяками» (словац. Pujďák), оскільки вони говорять «пуйдеме» на відміну від лемківського «пійдеме» або «підеме», яких знов «пуйдяки» називають «підяками». Якщо проігнорувати факт, що переважна частина Великоберезнянського району становить частину Лемківщини, то до «пуйдяків» можна зарахувати носіїв снинських говорів  південнолемківських діалектів української мови. Подібний наголос має також пасмо перехідних говорів між снинськими та меджилабірськими говорами (переважно в долині річки Удава), але на відміну від снинських говорів мають словниковий фонд ближчий до меджилабірських говорів. Для снинських говорів характерне явище «укання» (напр. кунь, вуз, муст) як у суміжних закарпатських «укаючих» діалектах української мови. Відрізнення на «пуйдяків» та «підяків» живе в народно—розмовній мові дотепер.

## Історія
Бойків розглядають як нащадків давнього племені білих хорватів, котрі брали безпосередню участь у етногенезі українського народу часів раннього середньовічя та Київської Русі. Але угри переселились в Наддунайську низовину, внаслідок чого племена східних та південних слов'ян були ними розділені[прояснити].

## Культура

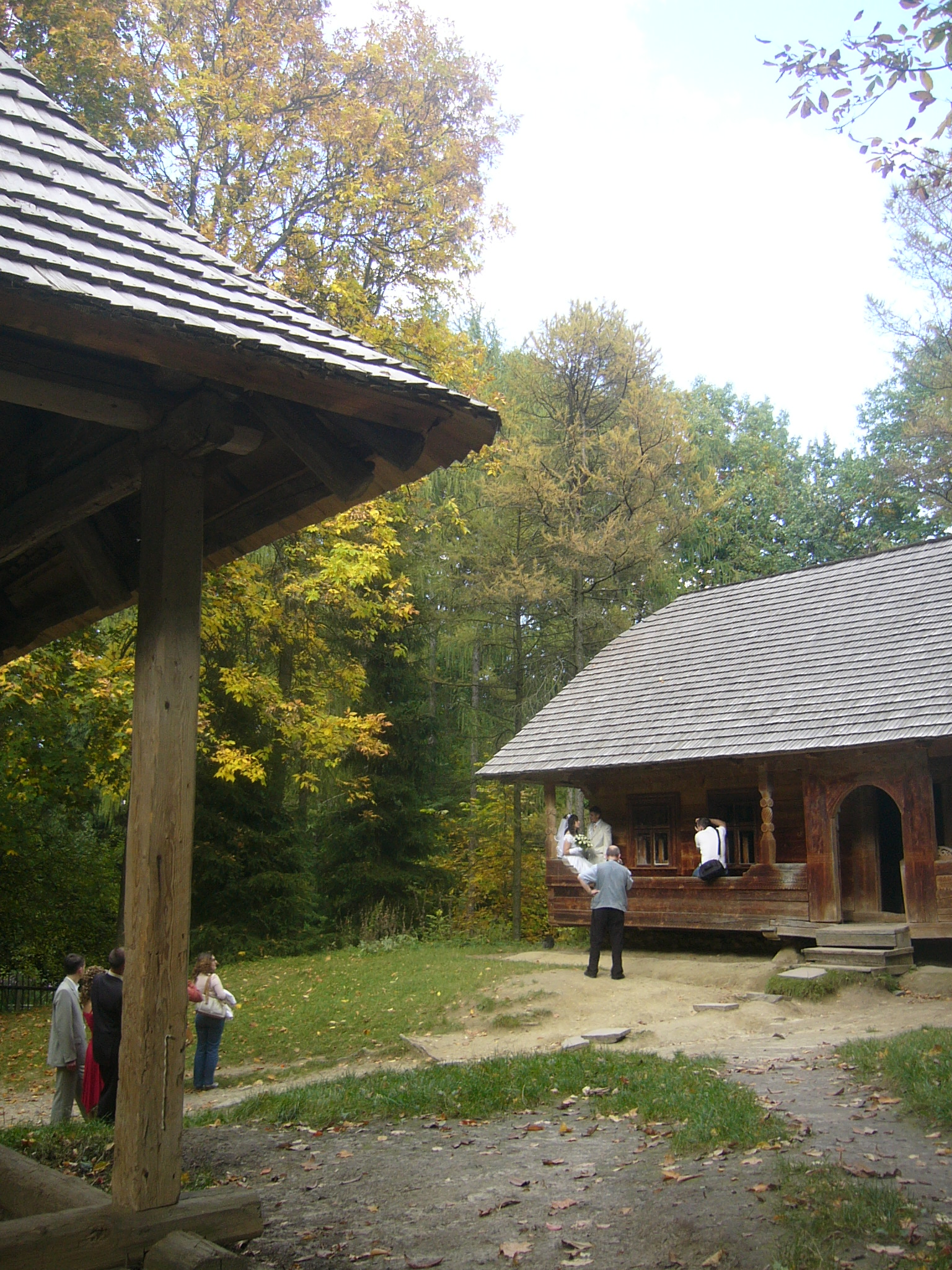
Музей народної архітектури і побуту у Львові, сектор «Бойківщина». Хата 1912 року з с. Либохора

Бойки зберегли багато старовинних звичаїв і обрядів. Основні галузі традиційного господарства бойків — гірське скотарство та землеробство, лісові промисли та солеваріння, ремесла та художні промисли. У сучасних умовах бойки займаються переважно землеробством і тваринництвом, працюють на лісо- і нафторозробках, розвинені художні промисли, існує курортна галузь.

### Чоловічий стрій
Чоловіки носили штани синього кольору, заправлені в чоботи. Влітку носили широкі полотняні, а взимку — вовняні голошні (штани). Сорочки носили вишиті білі, поверх штанів зі шкіряним широким поясом. На голові носили чорні баранячі шапки, завужені до верху. Взимку носили довгі до коліна бурки чорного кольору, які носили на плечах, не одягаючи. Бурки були обшиті червоно-чорними крученими шнурами. Шапки були пошиті без сукна. Кожухи носили білого кольору, а серм'яги — кавового. Влітку на голові носили так звані «венгерські капелюхи». Сорочки бойків були оздоблені мережкою. На голові носили також «кучми» (баранячі кудлаті шапки). Влітку чорний низький з широкими крисами капелюх.[джерело?].

### Жіночий стрій
Жінки бойків носили на голові сивого кольору баранячі шапки з зеленим або червоним верхом; спідниці у квіти, поверху спідниці — пстру (вовняну запаску); сорочку з відокремленим станком, зібраним подолом та розрізом на спині. Сорочки вишивали на грудях у вигляді півкола. Спідниці були з білого полотна або вибійки (мережки). На свята волосся носили розпущеним. Носили також білі полотняні свитки, дівчата заплітали волосся в одну косу, яку прикрашали квітами і стрічками; одружені жінки носили на голові завійку, яка часом цілком закривала голову. Взимку поверх звичайного одягу носили небесного кольору бекешу, розшиту червоними шнурами та чоботи. На шиї жінки бойків носили багато скляних пацьорків. До церкви ходили тільки в чоботах, обов'язково чорних (за описом Оскара Кольберґа).

## Відомі бойки
- Юрій Кміт — український письменник і публіцист, етнограф Бойківщини і літературознавець, громадський діяч і священик УГКЦ.
- Михайло Мельникович (03.03.1982р.н.) (Місько Батяр) — відомий шоумен, етнограф, просвітник, громадський діяч, амбасадор Бойківщини, автор та керівник проєкту "Я Бойко". Автор, сценарист проєктів "Вар'яти шоу", "Торнадо люкс", "Чорний гуцул". Керівник гумористичного проєкту "Батяри".
- Миколай Зиблікевич — президент Кракова, голова Галицького сейму;
- Іван Вагилевич — священик УГКЦ, український поет, філолог, фольклорист, етнограф, громадський діяч;
- Федько Василь Іванович — український поет, письменник, публіцист, науковець, громадський і політичний діяч, доктор філософії, автор гімну Бойків.
- Михайло Вербицький — композитор, хоровий диригент, священик УГКЦ, громадський діяч, автор гімну України «Ще не вмерла Україна»;
- Михайло Зубрицький — священик УГКЦ, історик, етнолог, громадський і політичний діяч, фольклорист, дійсний член НТШ.
- Василь Мельникович — відомий також як «Гуцул-хуліган», — український співак, музикант та композитор, який народився 29 січня 1974 року. Володар 2-х Золотих дисків, автор всесвітньовідомих пісень "Гойра вісілє", "Відвези малу на море", "Ровер то є сила".
- Віктор Винник  — український музикант, вокаліст, лідер рок-гурту «Мері»
- Кузан Мар'ян — французький композитор і диригент українського походження;
- Володимир Глухий — актор, заслужений артист України;
- Наталка Карпа — українська співачка, ведуча та продюсерка, заслужена артистка України;
- Пагутяк Галина Василівна — українська письменниця, лауреатка Шевченківської премії.
- Ігор Пукшин — колишній заступник Глави Секретаріату Президента України Віктора Ющенка.
- Яворський Михайло Степанович — професор, Член-кореспондент Української академії інформатики.

## Галерея

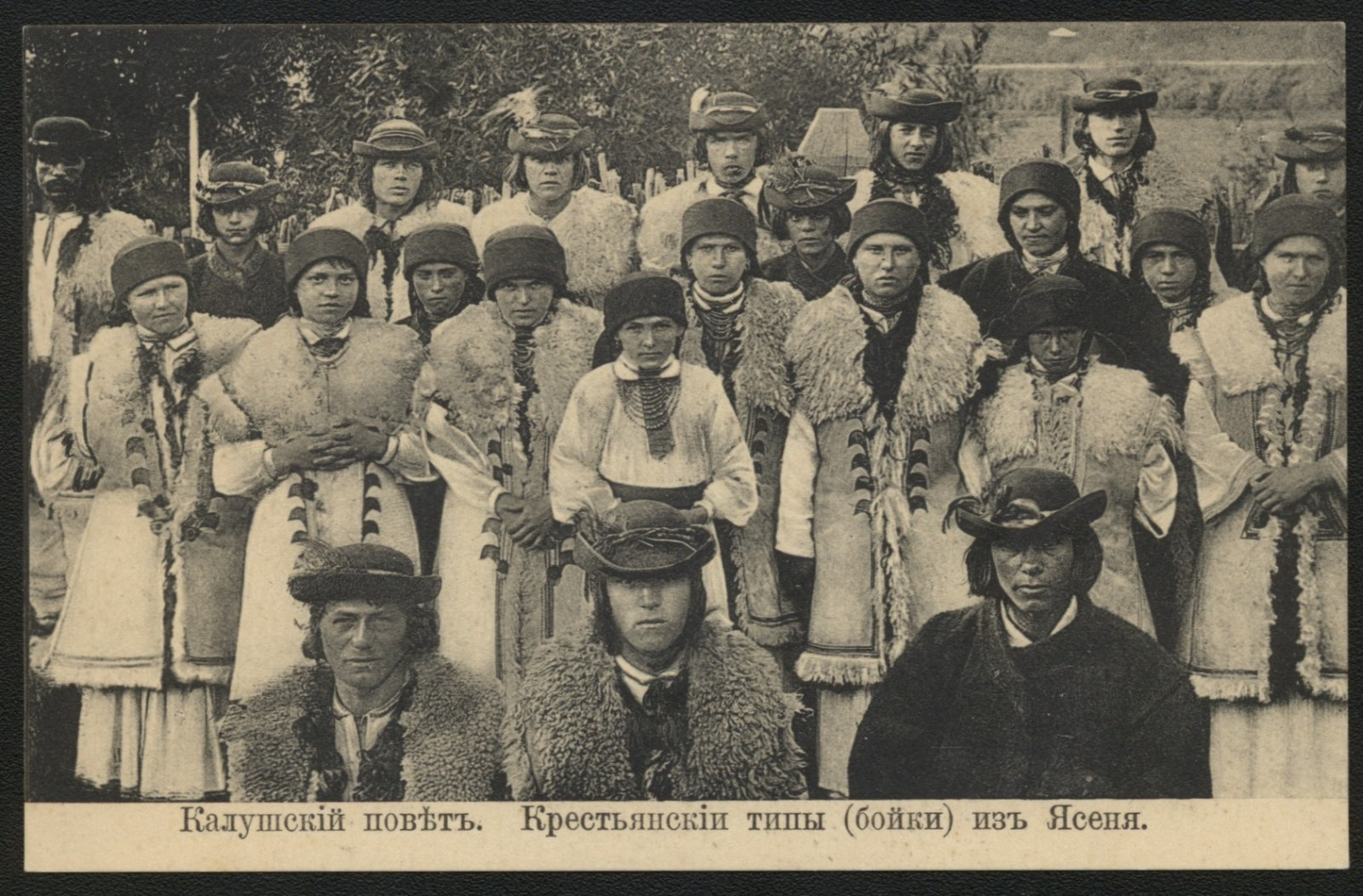
Бойки, Калуський повіт, 1910 р.
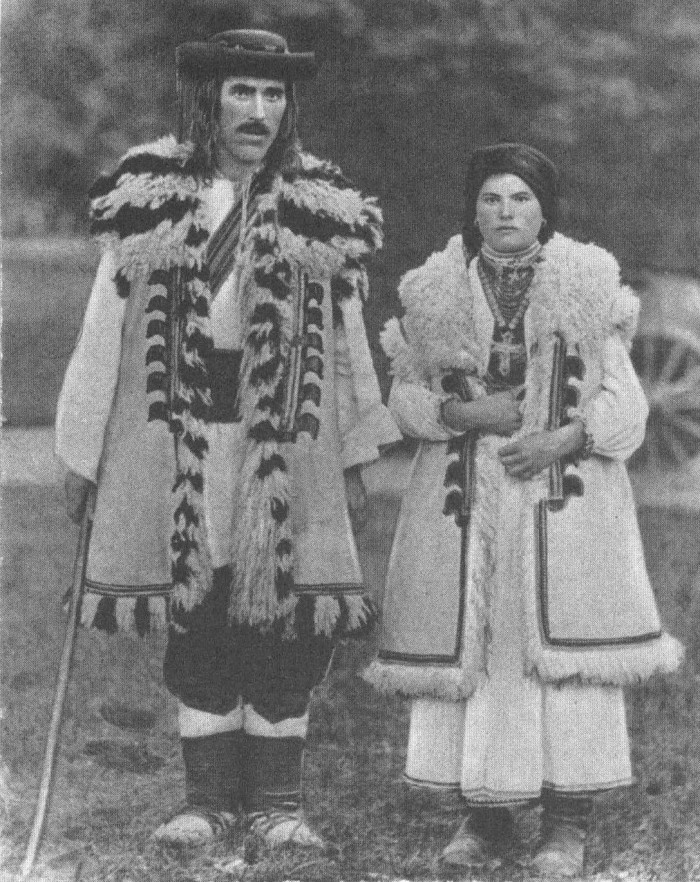
Фото поч. XX ст.
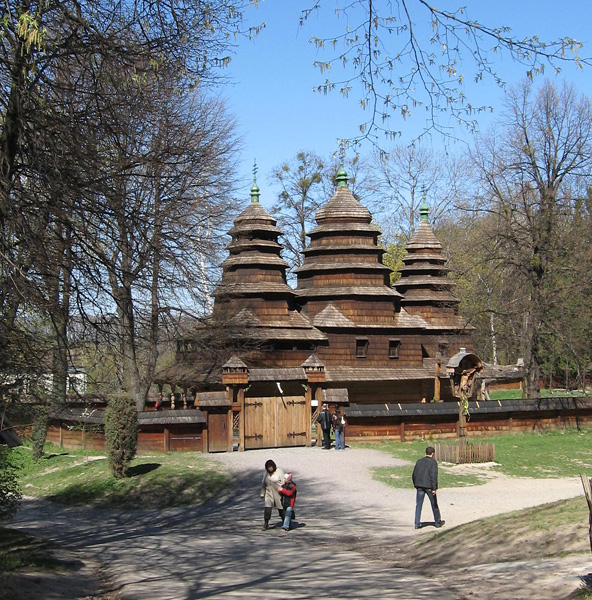
Бойківська церква (Музей народної архітектури і побуту «Шевченківський гай», м. Львів)
- Бойківчанка на обкладинці газети «Культура і життя»